# Михајло Манојловић
Михајло (Јована) Манојловић (Дубово, 4. јун 1892 — Дубово, 1943) био је српски ратник. Носилац је Карађорђеве звезде са мачевима.

## Биографија
Рођен је 04. јуна.1892. године у селу Дубову, срез добрички од оца Јована и мајке Анђе. Учествовао у свим ратовима 1912—1918. године као артиљерац у Моравском артиљеријском пуку. Златним војничким орденом КЗм одликован је за подвиг 1914. године, када је приликом одступања са Дрине његова батерија изгубила један топ који су запленили Аустријанци. Манојловић се сам вратио назад са коњском запрегом, искористо је небудност непријатеља и успео да спаси изгубљени топ. Исте године је рањен у главу и десно раме. На Солунском фронту је одликован Сребрном медаљом за храброст и из ратова вратио као наредник.	
Живео је на свом имању у Дубову где је са супругом Милунком имао синове Добривоја и Спиру и кћер Росандру. Био је једно време и председник дубовске општине. Умро је у свом селу 1943. године.